# Cryptotis mccarthyi
Cryptotis mccarthyi és una espècie d'eulipotifle de la família de les musaranyes. És endèmica d'Hondures. Té una llargada de cap a gropa de 78 mm, una cua de 24 mm i un pes de 10 g. Es tracta d'una espècie de Cryptotis de mida mitjana. El seu hàbitat natural són els boscos montans humits. Té el pelatge de color marró o negre. L'espècie fou anomenada en honor del mastòleg estatunidenc Timothy J. McCarthy.